# Saint-Bonnet-de-Montauroux
Saint-Bonnet-de-Montauroux is een gemeente in het Franse departement Lozère (regio Occitanie) en telt 128 inwoners (1999). De plaats maakt deel uit van het arrondissement Mende.

## Geschiedenis
Saint-Bonnet-de-Montauroux is op 1 januari 2017 gefuseerd met de gemeente Laval-Atger tot de gemeente Saint Bonnet-Laval. 

## Geografie
De oppervlakte van Saint-Bonnet-de-Montauroux bedraagt 20,9 km², de bevolkingsdichtheid is 6,1 inwoners per km².
De onderstaande kaart toont de ligging van Saint-Bonnet-de-Montauroux met de belangrijkste infrastructuur en aangrenzende gemeenten.

## Demografie
Onderstaande figuur toont het verloop van het inwonertal.